# Cebula (botanika)

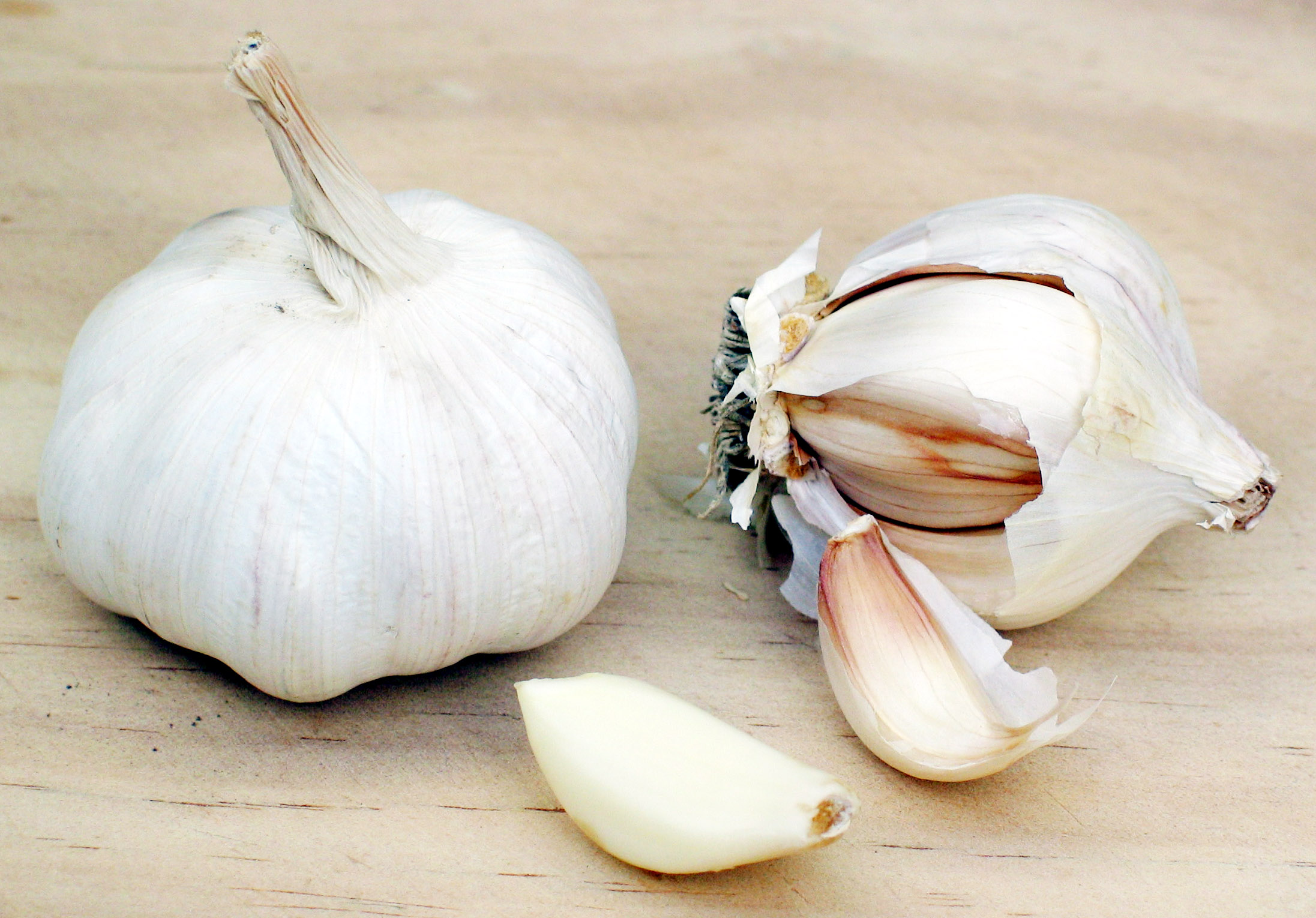
Cebule czosnku

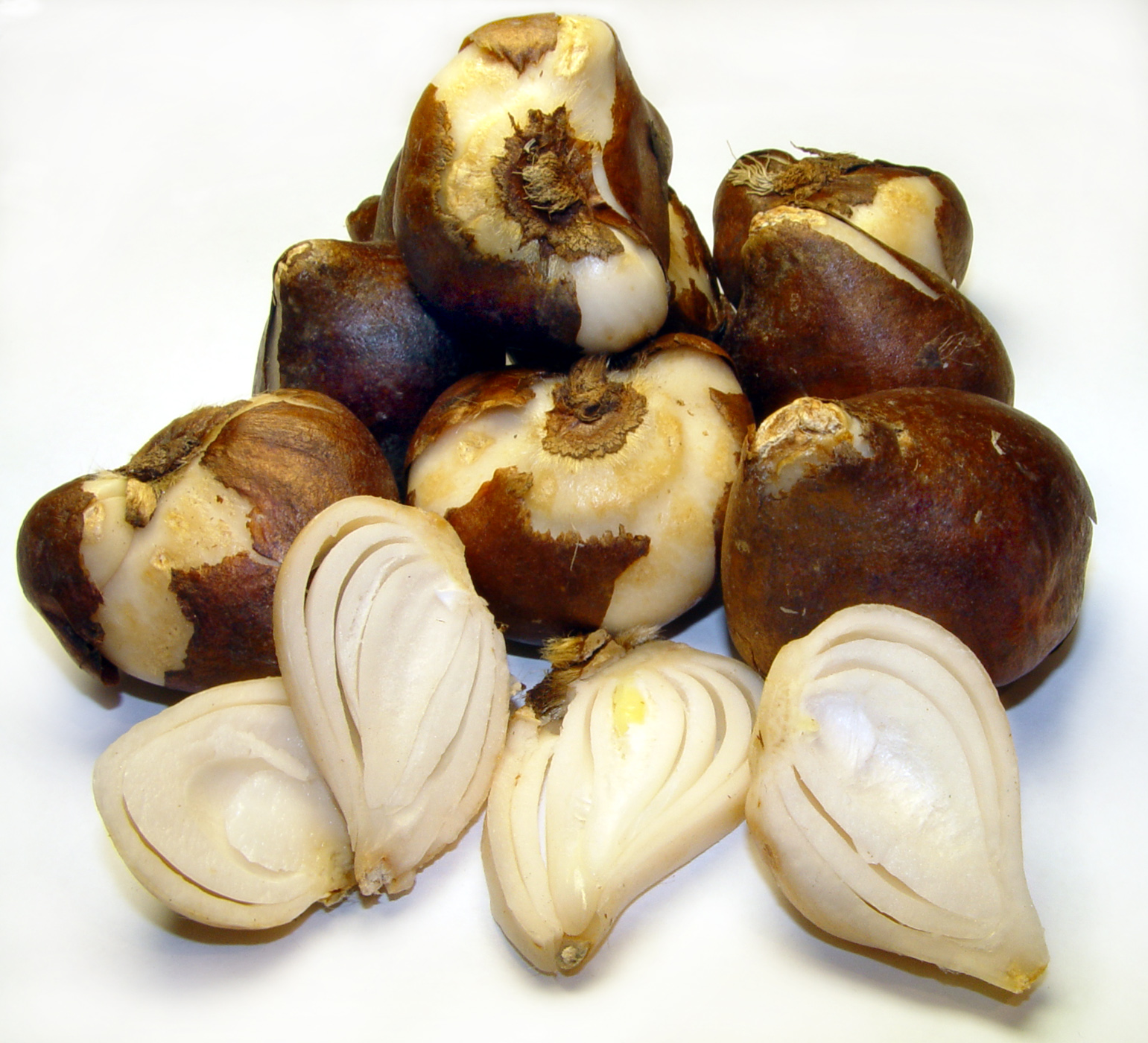
Cebule tulipana

Cebula (łac. bulbus) – przekształcony pęd podziemny o funkcji spichrzowej i przetrwalnikowej, którego główną część stanowią mięsiste i gęsto skupione liście.

## Budowa cebuli
Cebula charakteryzuje się:
- silnie skróconą łodygą, nazywaną piętką,
- wyrastaniem na piętce gęsto osadzonych, spichrzowych liści gromadzących substancje zapasowe[1] (są to przekształcone liście dolne i pochwy liściowe liści właściwych, przy czym te drugie mogą być zamknięte w części centralnej cebuli, jak u rodzaju czosnek, lub występować przemiennie z liśćmi łuskowatymi, jak np. u hiacynta)[2],
- wykształcaniem zewnętrznych liści w formie łusek ochronnych – są one zazwyczaj martwe i skórzaste,
- obecnością pąka wierzchołkowego, który w porze wegetacji wyrasta w zieloną część nadziemną,
- obecnością w kątach liści pąków bocznych, z których mogą wykształcić się nowe cebule (forma rozmnażania wegetatywnego)[1].

Cebule mogą być pojedyncze, jak np. u tulipana, liczne, okryte wspólną łuską, jak np. u czosnku pospolitego lub tworzące oddzielne ząbki, jak np. u lilii.
Cebule powstają zazwyczaj z pąka rozwijającego się w kącie łuski cebulowej obumierającej (ubiegłorocznej) cebuli.

## Występowanie cebul w świecie roślin
Cebule występują głównie u roślin jednoliściennych. Występują m.in. w rodzajach: czosnek, tulipan, szafirek, lilia, hiacynt i szachownica.

## Znaczenie użytkowe cebul
Rośliny wytwarzające cebulę nazywają się roślinami cebulowymi. W warzywnictwie i kwiaciarstwie stanowią one ważną grupę roślin o dużym znaczeniu produkcyjnym. W kwiaciarstwie, ze względów praktycznych, często do grupy tej włącza się również rośliny, które posiadają bulwy. Wśród roślin ozdobnych roślin cebulowych jest bardzo wiele. Ze względu na długi okres upływający od wysiewu nasion do kwitnienia, jak również ze względu na to, że często nie odtwarzają one cech rośliny macierzystej, zazwyczaj rozmnaża się je wegetatywnie przez cebulki przybyszowe lub bulwy. W kwiaciarstwie duże znaczenie ma możliwość przyspieszania kwitnienia roślin cebulowych.
Wśród warzyw do roślin cebulowych należą m.in. cebula zwyczajna i czosnek pospolity.